# Стурова, Маргарита Павловна
Маргари́та Па́вловна Стурова (24 октября 1935 — 22 февраля 2017) — российский юрист и педагог, специалист по пенитенциарной педагогике; доктор педагогических наук; профессор кафедры педагогики Академии управления МВД России. Заслуженный работник высшей школы Российской Федерации, полковник внутренней службы.

## Биография
Маргарита Стурова родилась 24 октября 1935 года; в 1957 году она стала выпускницей физико-математического факультета Туркменского государственного университета (с отличием) и поступила в аспирантуру Академии педагогических наук РСФСР по специальности «общая педагогика». В 1971 году защитила кандидатскую диссертацию «Исследование процесса становления и организации труда молодого учителя».
В 1972 году она начала работать в Высшей школе МВД СССР (была позднее реорганизована в Академию МВД СССР): заняло позицию старшего преподавателя на кафедре исправительно-трудового права. Затем стала профессором на кафедре управления органами и учреждениями, исполняющими наказания; в период с 2002 по марта 2016 года являлась профессором на кафедре педагогики, психологии и организации работы с кадрами, являвшейся частью того же ВУЗа.
Участвовала в проведении «Вологодского опыта по перевоспитанию осуждённых»; изучала научноt наследиt А. С. Макаренко — состояла в Международной ассоциации «Антон Макаренко», действовавшей под эгидой ЮНЕСКО. Также входила в состав правления московского Педагогического музея А. С. Макаренко. Более 15 лет она являлась учёным секретарем и членом диссертационных советов Академии управления МВД России. Регулярно участвовала в Международных рождественских образовательных чтениях, проходивших при поддержке Московской патриархии РПЦ МП; была одним из разработчиков «Соглашения о сотрудничестве Министерства юстиции РФ и Московской патриархии Русской православной церкви». Состояла членом нескольких комиссий и комитетов Государственной думы РФ, занимавшихся проблемами молодежи.

## Работы
Маргарита Стурова являлась автором и соавтором более сотни научных и учебно-методических работ; она специализировалась как на пенитенциарной, так и на общей педагоге — была редактором и соавтором первых российских учебных пособий и учебников по вопросам исправления и перевоспитания осужденных, а также — по педагогической подготовке кадров для российской уголовно-исполнительной системы (ФСИН) и МВД России. Стурова являлась создателем научной школы в российской педагогической науке — школы, посвящённой пенитенциарной (исправительной) педагогике; была научным руководителем и консультантом в 15 кандидатских и трёх докторских диссертациях:
- Исследование процесса становления и организации труда молодого учителя : диссертация … кандидата педагогических наук : 13.00.00 / М. П. Стурова. — Москва, 1971. — 260 с.
- Некоторые проблемы советской педагогики : Лекция / Акад. МВД СССР. Каф. исправления и перевоспитания осужд. — Москва : [б. и.], 1977. — 20 с.
- Духовно-нравственные основы становления российской государственности: учебное пособие / М. П. Стурова ; Акад. упр. МВД России. — Москва : Академия управления МВД России, 2014. — 106 с.
- Традиционная духовность России: история и современность : учебное пособие / М. П. Стурова ; Акад. упр. МВД России. — Москва : Акад. упр. МВД России, 2009. — 105 c.
- Секты в России: их происхождение, сущность и направленность деятельности: учеб. пособие. М.: Тип. Академии управления МВД России, 2004. 76 с.